# 20 tháng 10
Ngày 20 tháng 10 là ngày thứ 293 (294 trong năm nhuận) trong lịch Gregory. Còn 72 ngày trong năm.

## Sự kiện
- 1740 – Maria Theresa lên ngôi ở Áo. Pháp, Phổ, Bavaria và Saxony từ chối Sắc lệnh và cuộc Chiến tranh kế vị Áo bắt đầu.
- 1781 – Đạo luật khoan dung, cho phép tự do thờ phụng hạn chế, được Triều đình Habsburg thông qua.
- 1803 – Thượng viện Hoa Kỳ phê chuẩn việc mua Louisiana.
- 1818 – Thoả ước 1818 được ký giữa Hoa Kỳ và Anh Quốc, mà, cùng với những điều khác, quy định biên giới Canada – Hoa Kỳ theo hầu hết chiều dài vĩ tuyến 49.
- 1827 – Trận Navarino – gồm hạm đội hỗn hợp của Thổ Nhĩ Kỳ và Ai Cập bị tiêu diệt bởi liên minh hải quân Anh, Pháp, và Nga tại cảng Navarino tại Pylos, Hy Lạp.
- 1883 – Peru và Chile ký Hiệp ước Ancón, theo đó tỉnh Tarapacá được nhường cho Chile, đưa tới việc chấm dứt sự tham gia của Peru vào Chiến tranh Thái Bình Dương.
- 1910 – Vỏ tàu RMS Olympic, chiếc tàu chị em với con tàu xấu số RMS Titanic, được hạ thủy từ xưởng đóng tàu Harland and Wolff tại Belfast, Bắc Ireland.
- 1930 – Hội Phụ nữ phản đế Việt Nam (nay đổi tên là Hội Phụ nữ Việt Nam) chính thức được thành lập.
- 1935 – Cuộc Trường chinh kết thúc
- 1941 – Thế chiến II: hàng nghìn thường dân tại Kragujevac ở Serbia bị Đức chiếm đóng bị giết hại trong cuộc thảm sát Kragujevac.
- 1944:
– Quân đội Liên Xô và du kích Nam Tư giải phóng Beograd, thủ đô Nam Tư
– Khí tự nhiên lỏng rò rỉ từ các bình chứa ở Cleveland, sau đó phát nổ; vụ nổ gây cháy 30 khối nhà và làm thiệt mạng 130 người.
– Tướng Douglas MacArthur thực hiện lời hứa quay lại Philippines khi ông lãnh đạo một cuộc tấn công của đồng minh vào hòn đảo, giành lại nó từ tay người Nhật trong Thế chiến II.
- 1947 – House Un-American Activities Committee bắt đầu sự đầu tư của nó vào sự thâm nhập của Chủ nghĩa Cộng sản vào Hollywood, dẫn tới một danh sách đen khiến một số người không thể làm việc trong ngành công nghiệp này nhiều năm.
- 1951 – "Vụ việc Johnny Bright" xảy ra tại Stillwater, Oklahoma
- 1952 – Toàn quyền Evelyn Baring tuyên bố một tình trạng khẩn cấp ở Kenya và bắt đầu bắt giữ hàng trăm người bị nghi ngờ là lãnh đạo của cuộc Khởi nghĩa Mau Mau, gồm Jomo Kenyatta, Tổng thống đầu tiên trong tương lai của Kenya.
- 1962 – Quân đội Trung Quốc đồng thời tiến công Ladakh và vượt qua tuyến McMahon, khởi đầu Chiến tranh Trung-Ấn.
- 1964 – Ở Sài Gòn Thượng Hội đồng Quốc gia soạn xong Ước pháp, thay thế cho Hiến chương lâm thời được áp dụng từ khi nền Đệ Nhất Cộng hòa Việt Nam bị lật đổ. Ước pháp này tái lập chủ quyền cho chính phủ dân sự của Việt Nam Cộng hòa.
- 1967 – Một bộ phim về bigfoot được thực hiện bởi Patterson và Gimlin.
- 1968 – Cựu Đệ Nhất Phu nhân Jacqueline Kennedy lấy trùm kinh doanh tàu thủy Hy Lạp Aristotle Onassis.
- 1970 – Siad Barre tuyên bố Somalia là một nhà nước xã hội chủ nghĩa.
- 1971 – Nepal Stock Exchange sụp đổ.
- 1973:
– Thảm sát tối thứ 7: Tổng thống Richard Nixon sa thải Tổng trưởng lý Elliot Richardson và Phó tổng trưởng lý William Ruckelshaus sau khi họ từ chối sa thải công tố đặc biệt vụ Watergate Archibald Cox, người này cuối cùng bị Robert Bork sa thải.
– Nhà hát Opera Sydney mở cửa.
- 1976 – Chiếc phà George Prince bị đâm bởi một chiếc tàu khi đang vượt qua Sông Mississippi giữa Destrehan và Luling, Louisiana. 78 hành khách và thủy thủ đoàn thiệt mạng; chỉ 18 trên phà sống sót.
- 1977 – Một chiếc máy bay chở Lynyrd Skynyrd bị đâm ở Mississippi, làm thiệt mạng ca sĩ Ronnie Van Zant và nghệ sĩ guitar Steve Gaines cùng với ca sĩ phụ Cassie Gaines, người quản lý lịch trình, phi công, phi công phụ.
- 1979 – Thư viện John F Kennedy mở cửa tại Boston, Massachusetts.
- 1982 – Trong trận đấu UEFA Cup giữa F.K. Spartak Moskva và HFC Haarlem, 66 người đã bị xô đẩy đến chết trong thảm hoạ Luzhniki.
- 1984 – Monterey Bay Aquarium mở cửa tại Vịnh Monterey, California.
- 1991 – Bão lửa Oakland Hills làm thiệt mạng 25 người và phá huỷ 3.469 ngôi nhà, gây thiệt hại hơn 2 tỷ dollar.
- 2011 – Nội chiến Libya: Lực lượng của Hội đồng Dân tộc Chuyển tiếp bắt được Muammar Gaddafi tại Sirte rồi hạ sát ông.
- 2015 – Nhóm nhạc nữ Hàn Quốc Twice chính thức ra mắt
- 2023 - Câu lạc bộ Viettel được đổi tên là Thể Công - Viettel, được trả lại phiên hiệu Thể Công sau 14 năm

## Sinh
- 888 – Chu Hữu Trinh, hoàng đế thứ ba cũng là cuối cùng của triều Lương thời Ngũ Đại Thập Quốc trong lịch sử Trung Quốc (m. 923)
- 1463 – Alessandro Achillini, nhà triết học Ý (m. 1512)
- 1496 – Claude, Quận công Guise, quân nhân Pháp (m. 1550)
- 1616 – Thomas Bartholin, nhà vật lý, toán học và lý thuyết Đan Mạch (m. 1680)
- 1620 – Aelbert Cuyp, họa sĩ Hà Lan (m. 1691)
- 1632 – Ngài Christopher Wren, kiến trúc sư Anh (m. 1723)
- 1656 – Nicolas de Largillière, họa sĩ Pháp (m. 1746)
- 1660 – Robert Bertie, Đệ nhất Quận công Ancaster và Kesteven, chính khách Anh (m. 1723)
- 1677 – Stanislaus I Leszczyński, Vua Ba Lan (m. 1766)
- 1700 – Charlotte Aglaé of Orléans, Nữ công tước Modena (m. 1761)
- 1711 – Timothy Ruggles, chính khách sinh tại Mỹ (m. 1795)
- 1719 – Gottfried Achenwall, nhà thống kê Đức (m. 1772)
- 1759 – Chauncey Goodrich, Thượng nghị sĩ Hoa Kỳ bang Connecticut (m. 1815)
- 1780 – Pauline Bonaparte, công chúa Borghese, chị/em gái Napoléon Bonaparte (m. 1825)
- 1784 – Henry Temple, Đệ tam Tử tước Palmerston, Thủ tướng Anh Quốc (m. 1865)
- 1785 – George Ormerod, nhà sử học và người sưu tầm đồ cổ Anh (m. 1873)
- 1792 – Nguyễn Phúc Ngọc Xuyến, phong hiệu Bảo Thuận Công chúa, công chúa con vua Gia Long nhà Nguyễn (m. 1851)
- 1808 – Karl Andree, nhà địa chất Đức (m. 1875)
- 1819 – 
  - Báb, nhà sáng lập người Ba Tư của tôn giáo Bábí (m. 1850)
  - Carl Mikuli, nghệ sĩ đàn piano Ba Lan (m. 1897)
- 1822 – Thomas Hughes, tiểu thuyết gia Anh (m. 1896)
- 1832 – Constantin Lipsius, kiến trúc sư Đức (m. 1894)
- 1847 – Oscar Swahn, xạ thủ người Thụy Điển (m. 1927)
- 1854 – Arthur Rimbaud, nhà thơ Pháp (m. 1891)
- 1858 – John Burns, chính khách Anh (m. 1943)
- 1859 – John Dewey, nhà triết học Mỹ (m. 1952)
- 1864 – James F. Hinkle, chính khách Mỹ, Thống đốc thứ sáu của bang New Mexico (m. 1951)
- 1873 – Nellie McClung, nhà hoạt động nữ quyền Canada (m. 1951)
- 1874 – Charles Ives, nhà soạn nhạc Mỹ (m. 1954)
- 1882 – Bela Lugosi, nghệ sĩ sinh tại Hungary (m. 1956)
- 1889 – Margaret Dumont, nữ diễn viên Mỹ (m. 1965)
- 1890 – Jelly Roll Morton, nhà soạn nhạc Mỹ (m. 1941)
- 1891 – 
  - James Chadwick, nhà vật lý Anh, người đoạt giải Giải Nobel (m. 1974)
  - Jomo Kenyatta, Tổng thống Kenya (m. 1978)
- 1893 – Charley Chase, Nhà soạn kịch Mỹ (m. 1940)
- 1894 – Olive Thomas, Nữ nghệ sĩ Mỹ (m. 1920)
- 1895 – Rex Ingram, Nghệ sĩ Mỹ (m. 1969)
- 1897 – Thế tử Eun của Triều Tiên (m. 1970)
- 1900 – Wayne Morse, Thượng nghị sĩ Hoa Kỳ từ Oregon (m. 1974)
- 1904 – 
  - Anna Neagle, nữ nghệ sĩ Anh (m. 1986
  - Tommy Clement Douglas, chính khách Canada (m. 1986)
- 1905 – 
  - Arnold Luhaäär, vận động viên cử tạ Estonia và người giành huy chương Olympic (m. 1965)
  - Ellery Queen, bút danh của hai tác gia Mỹ (m. 1982)
- 1907 – Arlene Francis, nhân vật truyền hình Mỹ (m. 2001)
- 1909 – Sugiyama Yasushi, họa sĩ Nhật (m. 1993)
- 1912 – Vũ Trọng Phụng, nhà văn, nhà báo người Việt.
- 1913 – Grandpa Jones, nghệ sĩ đàn banjo và ca sĩ Mỹ (m. 1998)
- 1914 – 
  - Lý Tự Trọng, một trong những nhà cách mạng trẻ tuổi nhất của Việt Nam
  - Fayard Nicholas, vũ công Mỹ (m. 2006)
- 1917 – Jean-Pierre Melville, giám đốc Pháp (m. 1973)
- 1918 - 
  - Hòa thượng Thích Minh Châu, tu sĩ Phật giáo người Việt Nam (m. 2012)
  - Robert Lochner, nhà báo Đức (m. 2003)
- 1919 – Tracy Hall, nhà phát minh Mỹ (m. 2008)
- 1922 – 
  - John Anderson, Nghệ sĩ Mỹ (m. 1992)
  - Hoàng Thế Thiện, Thiếu tướng Quân đội nhân dân Việt Nam (m. 1995)
- 1923 – Robert Craft, nhà chỉ huy Mỹ
- 1925 – 
  - Art Buchwald, diễn viên hài Mỹ (m. 2007)
  - Tom Dowd, Kỹ sư Mỹ (m. 2002)
  - Roger Hanin, diễn viên Pháp
- 1927 – 
  - GunturHoa Kỳeshendra Sarma, nhà thơ Ấn Độ (m. 2007)
  - Joyce Brothers, nhà tâm lý Mỹ và nhà báo
- 1931 – 
  - Richard Caliguiri, chính khách Mỹ (m. 1988)
  - Mickey Mantle, vận động viên bóng chày Mỹ (m. 1995)
- 1932 – 
  - Rosey Brown, vận động viên bóng đá Mỹ (m. 2004)
  - William Christopher, Nghệ sĩ Mỹ (M*A*S*H)
- 1934 – 
  - Eddie Harris, nghệ sĩ saxophon nhạc jazz Mỹ (m. 1996)
  - Michiko, Nữ hoàng Nhật Bản
- 1935 – 
  - Phạm Phú Quốc, sĩ quan Quân lực Việt Nam Cộng hòa (m. 1966)
  - Jerry Orbach, Nghệ sĩ Mỹ (m. 2004)
- 1937 – 
  - Juan Marichal, vận động viên bóng chày Dominica
  - Wanda Jackson, ca sĩ nhạc rock Mỹ
- 1938 – Iain Macmillan, Abbey Road nghệ sĩ nhiếp ảnh (m. 2006)
- 1940 – 
  - Kathy Kirby, ca sĩ Anh
  - Robert Pinsky, nhà thơ Mỹ và người đoạt giải Poet Laureate of the United States
- 1942 – 
  - Earl Hindman, Nghệ sĩ Mỹ (m. 2003)
  - Christiane Nüsslein-Volhard, nhà sinh học Đức, người nhận Giải Nobel Sinh lý học hay Y học
- 1943 – Dunja Vejzovic, giọng soprano Croatia
- 1944 – 
  - David Mancuso, DJ Mỹ
  - Nalin de Silva, nhà vật lý lý thuyết, nhà triết học và nhà phân tích chính trị Sri Lanka
- 1946 – 
  - Lewis Grizzard, tác gia và nhà văn hài Mỹ (m. 1994)
  - Elfriede Jelinek, tác gia Áo, người nhận Giải Nobel
  - Lucien Van Impe, vận động viên đua xe đạp Bỉ
- 1948 – Melih Gökçek, chính khách Thổ Nhĩ Kỳ
- 1949 – Valeri Borzov, vận động viên điền kinh Ukraina
- 1950 – Tom Petty, nhạc sĩ Mỹ
- 1951 – 
  - Patrick Hall, chính khách Anh
  - Leif Pagrotsky, chính khách Thuỵ Điển
  - Claudio Ranieri, cầu thủ bóng đá và huấn luyện viên bóng đá người Italia
  - Ken Ham, doanh nhân và người truyền giáo Australia
- 1953 – 
  - Keith Hernandez, cầu thủ bóng chày Mỹ
  - Bill Nunn, Nghệ sĩ Mỹ
- 1954 –
  - Steve Orich, nhạc trưởng
  - Günter Müller, nghệ sĩ âm nhạc Đức
- 1955 – 
  - Thomas Newman, nhà soạn nhạc Mỹ
  - David Profumo, tiểu thuyết gia Anh
  - Aaron Pryor, vận động viên đấm bốc Mỹ
- 1956 – Danny Boyle, đạo diễn phim Anh
- 1957 – 
  - Susanna Haavisto, ca sĩ và diễn viên Phần Lan
  - Hilda Solis, chính khách Mỹ
- 1958 – 
  - Valerie Faris, đạo diễn phim Mỹ
  - Lynn Flewelling, tác gia fantasy Mỹ
  - Scott Hall, đô vật chuyên nghiệp Mỹ
  - Mark King, ca sĩ và nhạc sĩ Anh (Level 42)
  - Dave Krieg, cầu thủ bóng đá Mỹ
  - Viggo Mortensen, Nghệ sĩ Mỹ
  - Ivo Pogorelic, nghệ sĩ piano Croatia
  - Dave Finlay, đô vật chuyên nghiệp Ireland
- 1960 – 
  - Konstantin Aseev, vận động viên cờ Nga (m. 2004)
  - Lepa Brena, ca sĩ nổi tiếng Nam Tư
- 1961 – 
  - Ian Rush, cấu thủ bóng đá Xứ Wale
  - Michie Tomizawa, diễn viên lồng giọng Nhật
- 1962 – 
  - David M. Evans, đạo diên phim và tác giả kịch bản Mỹ
  - Dave Wong, ca sĩ nhạc sĩ Hong Kong/Đài Loan
- 1963 – 
  - Julie Payette, phi hành gia Canada
  - Nikos Tsiantakis, cầu thủ bóng đá Hy Lạp
- 1964 - Kamala Harris, chính trị gia người Mỹ, phó Tổng thống Hoa Kỳ
- 1965 – 
  - Norman Blake, nhạc sĩ Scotland
  - Mikhail Shtalenkov, cầu thủ hockey trên băng Nga
  - William Zabka, Nghệ sĩ Mỹ
- 1966 – 
  - Abu Musab al-Zarqawi, lãnh đạo Al-Qaeda (m. 2006)
  - Allan Donald, cựu cầu thủ cricket Nam Phi
  - Fred Coury, nghệ sĩ trống Mỹ (Cinderella)
  - Stefan Raab, người hoạt động trong ngành giải trí Đức
  - Patrick J. Volkerding, Người sáng lập và duy trì Slackware Linux distribution
  - Dimebag Darrell, nghệ sĩ guitar Mỹ (Pantera)
- 1967 – 
  - Luigi Lo Cascio, diễn viên Italia
  - Elizabeth Carling, ca sĩ, nhạc sĩ Anh
  - Luck Mervil, Québécois nhạc sĩ và diễn viên
  - Marco Ngai, diễn viên Hồng Kông
- 1969 – 
  - Juan González, cầu thủ bóng chày Puerto Rica
  - Laurie Daley, cầu thủ rugby Australia
  - Lambros Papakostas, vận động viên nhảy cao Hy Lạp
- 1970 – 
  - Chavo Guerrero, Jr., đô vật chuyên nghiệp Mỹ
  - Michelle Malkin, tác giả và nhà bình luận chính trị Mỹ
- 1971 – 
  - Dannii Minogue, ca sĩ Australia
  - Eddie Jones, vận động viên bóng rổ Mỹ
  - Snoop Dogg, rapper Mỹ
- 1972 – Will Greenwood, vận động viên rugby Anh
- 1976 – Tom Wisniewski, nghệ sĩ guitar Mỹ (MxPx)
- 1977 – 
  - Matt Jansen, cầu thủ bóng đá Anh
  - Leila Josefowicz, nghệ sĩ violin cổ điển Canada
  - Sam Witwer, Nghệ sĩ Mỹ
- 1978 – 
  - Virender Sehwag, vận động viên cricket Ấn Độ
  - Paul Wilson, Scottish bass player (Snow Patrol)
- 1979 – 
  - Paul Ifill, cầu thủ bóng đá Barbadia
  - John Krasinski, Nghệ sĩ Mỹ
  - Paul O'Connell, vận động viên rugby Ireland
- 1980 – 
  - Gary Jarman, nhạc sĩ Anh
  - Niall Matter, diễn viên Canada
  - Jose Veras, vận động viên bóng chày Dominica
- 1981 – 
  - Willis McGahee, cầu thủ bóng đá Mỹ
  - Dimitrios Papadopoulos, cầu thủ bóng đá Hy Lạp
  - Francisco Javier Rodríguez, cầu thủ bóng đá Mexico
- 1982 – Becky Brewerton, tay golf người Xứ Wale
- 1983 – 
  - Alex Nackman, nhạc sĩ
  - Luis Saritama, cầu thủ bóng đá Ecuador
  - Takayuki Yamada, diễn viên Nhật
- 1984 – 
  - Florent Sinama-Pongolle, cầu thủ bóng đá Pháp
  - Andrew Trimble, vận động viên rugby Bắc Ireland
- 1985 – 
  - Jennifer Nicole Freeman, Nữ nghệ sĩ Mỹ
  - Alphonso Smith, cầu thủ bóng đá Mỹ
  - Dominic McGuire, vận động viên bóng rổ Mỹ
  - James Sutton, tay đua người Anh
- 1986 – Priyanka Sharma, diễn viên Ấn Độ
- 1987 - 
  - Hữu Tín, diễn viên người Việt Nam!
  - Lê Bê La, diễn viên người Việt Nam
- 1988 – 
  - Candice Swanepoel, người mẫu Nam Phi
  - Risa Niigaki, ca sĩ Nhật Bản (Morning Musume)
- 1992 – Ksenia Semenova, vận động viên thể dục Olympic Nga
- 1994 – 
  - Morgan Featherstone, người mẫu Australia
  - Hứa Ngụy Châu (Xu Weizhou), nam diễn viên ca sĩ Trung Quốc
- 1997 – 
  - Nguyễn Tiến Linh, cầu thủ bóng đá Việt Nam
  - Song So-hee, ca sĩ nhạc truyền thống Hàn Quốc

## Mất
- 681 TCN – Vua Assyria Sennacherib bị con trai ám sát (s. k. 745 TCN)[1]
- 460 – Aelia Eudocia, Nữ hoàng Byzantine
- 967 – Lý Di Hưng, quân phiệt tại Trung Quốc, tức ngày Canh Tý (15) tháng 9 năm Đinh Mão
- 1139 – Henry X, Quận công Bavaria
- 1570 – João de Barros, nhà sử học Bồ Đào Nha (s. 1496)
- 1631 – Michael Maestlin, nhà thiên văn và toán học Đức (s. 1550)
- 1640 – John Ball, tu sĩ Thanh giáo Anh (s. 1585)
- 1652 – Antonio Coello, tác gia Tây Ban Nha (s. 1611)
- 1713 – Archibald Pitcairne, nhà vật lý Scotland (s. 1652)
- 1740 – Charles VI, Hoàng đế Roma Thần thánh (s. 1685)
- 1842 – Grace Darling, nữ anh hùng Anh (s. 1815)
- 1865 – Champ Ferguson, du kích Confederate (s. 1821)
- 1890 – Ngài Richard Burton, nhà thám hiểm và tác gia (s. 1821)
- 1900 – Naim Frashëri, nhà thơ Albania (s. 1846)
- 1907 – Said Pasha Kurd, chính khách người Kurd (s. 1834)
- 1910 – David SINH Hill, Thống đốc New York (s. 1843)
- 1926 – Eugene Debs, lãnh đạo lao động Mỹ và ứng cử viên Tổng thống Mỹ (s. 1855)
- 1935 – Arthur Henderson, chính khách Scotland, người được Giải Nobel Hoà bình (s. 1863)
- 1936 – Anne Sullivan, giáo viên Mỹ (s. 1866)
- 1940 – Gunnar Asplund, kiến trúc sư Thuỵ Điển (s. 1885)
- 1953 – Werner Baumbach, phi công máy bay ném bom Đức (s. 1916)
- 1964 – Herbert Hoover, Tổng thống thứ 31 của Hoa Kỳ (s. 1874)
- 1967 – Yoshida Shigeru, Thủ tướng Nhật Bản (s. 1878)
- 1968 – Bud Flanagan, người hoạt động trong lĩnh vực giải trí Anh thời chiến tranh (s. 1896)
- 1972 – Harlow Shapley, nhà thiên văn học Mỹ (s. 1885)
- 1977 – thành viên nhóm nhạc rock Mỹ Lynyrd Skynyrd thiệt mạng trong một vụ rơi máy bay:

- Cassie Gaines (s. 1948)
- Steve Gaines (s. 1949)
- Ronnie Van Zant (s. 1948)

- 1978 – Gunnar Nilsson, tay đua xe người Thuỵ Điển (s. 1948)
- 1983 – Peter Dudley, diễn viên Anh (s. 1935)
- 1983 – Yves Thériault, tác gia Pháp-Canada (s. 1915)
- 1984 – Carl Ferdinand Cori, nhà hoá sinh học sinh tại Áo, người được Giải Nobel Sinh lý học hay Y học (s. 1896)
- 1984 – Paul Dirac, nhà vật lý Anh, người đoạn Giải Nobel (s. 1902)
- 1987 – Andrey Kolmogorov, nhà toán học Nga (s. 1903)
- 1988 – Bàng Bá Lân, nhà thơ, nhà giáo, nhà nhiếp ảnh Việt Nam (s. 1913)
- 1988 - Sheila Scott, nữ phi công Anh (s. 1922)
- 1989 – Anthony Quayle, diễn viên Anh (s. 1913)
- 1990 – Joel McCrea, Nghệ sĩ Mỹ (s. 1905)
- 1992 – Werner Torkanowsky, nhạc trưởng Đức (s. 1926)
- 1993 – Sugiyama Yasushi, họa sĩ Nhật (s. 1909)
- 1994 – Burt Lancaster, Nghệ sĩ Mỹ (s. 1913)
- 1995 – Christopher Stone, Nghệ sĩ Mỹ (s. 1942)
- 1999 – Calvin Griffith, người từng sở hữu Washington Thượng nghị sĩ (s. 1911)
- 1999 – Jack Lynch, Taoiseach của Ireland (s. 1917)
- 2001 – Ted Ammon, nhà tài chính Mỹ (s. 1949)
- 2002 – Barbara Berjer, Nữ nghệ sĩ Mỹ (s. 1920)
- 2002 – Bernard Fresson, diễn viên Pháp (s. 1931)
- 2003 – Jack Elam, Nghệ sĩ Mỹ (s. 1918)
- 2003 – Hoàng Tích Chù, họa sĩ Việt Nam (s. 1912)
- 2003 – Miodrag Petrović, diễn viên Serbia (s. 1924)
- 2004 – Anthony Hecht, nhà thơ Mỹ (s. 1923)
- 2004 – Chuck Hiller, vận động viên bóng chày Mỹ (s. 1934)
- 2005 – Shirley Horn, Ca sĩ Mỹ (s. 1934)
- 2005 – Endon Mahmood, Đệ Nhất Phu nhân Malaysia (s. 1941)
- 2005 – Eva Svankmajerova, nghệ sĩ Séc (s. 1940)
- 2006 – Jane Wyatt, Nữ nghệ sĩ Mỹ (s. 1910)
- 2007 – Max McGee, cầu thủ bóng đá Mỹ (s. 1932)
- 2007 – Paul Raven, British bass-player (Killing Joke, Ministry) (s. 1961)
- 2008 – Gene Hickerson, cầu thủ bóng đá Mỹ có tên trên Bức tường Danh vọng (s. 1935)
- 2009 - Trí Hải, ca sĩ nhạc trẻ Việt Nam (s. 1986)
- 2011 - Muammar al-Gaddafi - Lãnh đạo nhà nước Lybia

## Ngày lễ và kỷ niệm
- Ngày Quốc tế Đầu bếp hay ngày Đầu bếp thế giới
- Ngày Thống kê thế giới
- Việt Nam - Ngày Phụ nữ Việt Nam
- Thiên chúa giáo – ngày yến tiệc của liệt sĩ Andrew của Crete, Caprasius của Agen, Irene của Tomar, Artemius
- 20 tháng 10 (nghi thức tế lễ Chính thống giáo phía Đông)
- Đức tin Bahá'í – Holy Day – Ngày sinh của Báb
- Lịch Cộng hoà Pháp – Orge (Barley) Ngày, ngày thứ hai chín trong Tháng Vendémiaire